# 金耳
金耳（学名：Naematelia aurantialba），别名金银耳、黄木耳、黄银耳、黄耳，是属于银耳目白耳科白耳属的一种真菌，单生、群生于阔叶林及针阔叶混交林中的壳斗科栎属、青冈栎属、石栎属等阔叶树朽木上，与毛韧革菌（Stereum hirsutum）伴生。该种分布于中国。

## 分类及名称
虽然自邓叔群起，中国的“金耳”传统上都认为是黄金银耳（Tremella mesenterica）这一种，但1976年，真菌学家黄年来认为中国产的“金耳”与国际上所描述的金耳（T.mesenterica）存在差异，认为中国的金耳应该是脑状银耳（T.encephala）。还有学者认为“金耳”应当是金色银耳（T.aurantia）这个种。但1990年臧穆等人研究发现中国的金耳标本不同于上述物种，将种国标本定名为金耳（Tremella aurantialba），该种是中国的特有物种。后来又研究发现金耳（T.aurantialba）应当归属于白耳属（Naematelia）而不是银耳属（Tremella）。不过目前仍有许多书籍将中国药用、食用的金耳记成黄金银耳（Tremella mesenterica）。

## 形态
金耳的子实体胶质，呈脑状或瘤状，基部狭窄，金黄色或橙黄色，长、宽3－12cm，高达2–8cm；干后缩小变为软骨质，但仍基本保留其原有形状和颜色，成熟时表面往往附有霜状孢子。担孢子近球形，孢子近球形或梨形。

## 分布
金耳生于林区向阳避风山谷的阔叶林及针阔叶混交林中的壳斗科栎属、青冈栎属、石栎属等阔叶树朽木上。分布于福建、吉林、黑龙江、西藏、四川、山西、江西、云南等地。现已有人工栽培。

## 化学成分
金耳的子实体含蛋白质、糖类、17种氨基酸、长链脂肪酸（Long-chain fatty acids）、β-胡萝卜素、矿物质、维生素、胶质等。

## 价值

### 食用价值
金耳的子实体为滋补性食用菌，其与冰糖加水煮熟透成糊状制成的金耳羹，可作为高血压病、肝热弱、身体虚弱、胃与十二指肠溃疡、慢性胃炎、消化道肿瘤的保健菜品。